# Storia della rivoluzione russa
Storia della Rivoluzione russa (in russo: История русской революции) è un'opera storica di Lev Trockij, redatta mentre si trovava in esilio in Turchia, sull'isola di Prinkipo. Commissionatagli da un editore americano, fu composta tra la fine del 1929 e la prima metà del 1932, è considerata un classico della storiografia marxista, scritto da un protagonista degli eventi narrati.

## Descrizione

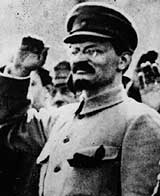
Lev Trockij nell'ottobre 1917

Storia della rivoluzione russa di Lev Trockij venne originariamente pubblicato in 3 volumi, rispettivamente intitolati: Il rovesciamento del regime zarista, Il tentativo della controrivoluzione e Il trionfo dei Soviet. Successivamente, l'opera venne ristampata in due volumi, intitolati La rivoluzione di febbraio e La rivoluzione d'ottobre.
Il saggio viene considerato opera unica e di fondamentale importanza come documento storico di un evento cruciale della storia del XX secolo, la rivoluzione russa del 1917, scritto da qualcuno che svolse un ruolo da protagonista nello svolgersi dei fatti.
Pur avendo svolto un ruolo di primo piano in questa rivoluzione, Trockij rifiutò di scrivere le proprie memorie, ed anzi si prefisse di adottare un approccio storico, decidendo di basarsi sulle fonti a sua disposizione, piuttosto che fare affidamento sui ricordi personali. Cercò quindi di affrontare con imparzialità formale gli eventi storici alla ricerca dell'obiettività, per una corretta comprensione della sequenza degli eventi, anche se non nascose il proprio punto di vista o le sue simpatie ed antipatie verso i personaggi coinvolti nei fatti (incluso un capitolo molto critico nei confronti dello Zar Nicola II e della sua famiglia).

## Stesura deStoria della rivoluzione russa
Trockij iniziò la stesura dell'opera durante il periodo del suo esilio, subito dopo aver scritto la propria autobiografia. Un grande aiuto nella preparazione della documentazione e delle fonti venne dai suoi assistenti e segretari. Per la pubblicazione dell'opera a puntate in forma di articoli sulla rivista statunitense Saturday Evening Post, Trockij ricevette un compenso totale di 45,000 dollari.
Il primo volume è dedicato alla storia politica della rivoluzione di febbraio, il secondo a quella di ottobre. Come scrisse Trockij nella prefazione: " ... la conclusione principale del libro, è che la rivoluzione di febbraio è stata solo un guscio, nel quale si celava l'anima nascosta della rivoluzione d'ottobre".

## Edizioni italiane
- Storia della rivoluzione russa, trad. Anonima [ma di Leone Ginzburg ],  3 voll., Milano, F.lli Treves, 1936-1938; Garzanti, 1939, II ed. 1946-1947.
- Storia della rivoluzione russa, Introduzione e trad. di Livio Maitan, Milano, Sugar, 1964; 2 voll., Oscar Mondadori, 1969; Introduzione di Francesco Perfetti, Roma, Newton & Compton Editori, 1994, ISBN 978-88-798-3510-7.
- Storia della rivoluzione russa, 2 voll., Introduzione di Enzo Traverso, trad. Livio Maitan, Roma, Edizioni Alegre, 2017.